# Карликові фауни
Карликові фауни — у широкому сенсі слова  фауни, в яких всі представники мають невеликі розміри. Правильніше називати карликовими фаунами такі, в яких організми в дорослому стані мають значно менші розміри, ніж дорослі екземпляри тих же видів в інших місцях проживання.

## Ресурси Інтернету
- Дивний світ острівних видів. 31 жовтня 2004, The Observer (англійською) [Архівовано 10 лютого 2007 у Wayback Machine.]